# Exomala leonii
Exomala leonii är en skalbaggsart som beskrevs av Luigioni 1932. Exomala leonii ingår i släktet Exomala och familjen Rutelidae. Inga underarter finns listade i Catalogue of Life.